# Rozkosz pożądania
Rozkosz pożądania (ang. Bliss, 2002-2004) – kanadyjski serial erotyczny z elementami dramatu. Wyprodukowany przez Montreal-based Galafilm i Toronto-based Back Alley Films.
Światowa premiera serialu miała miejsce 21 marca 2002 roku na antenie Showcase. Ostatni odcinek serialu został wyemitowany 4 kwietnia 2004 roku. W Polsce serial nadawany był na kanale Club TV.

## Opis fabuły
Serial erotyczny ze scenariuszem napisanym przez kobietę oparty na damskich, erotycznych marzeniach. Akcja serialu obraca się dokoła głębszych uczuć i bogactwa kobiecej zmysłowości. Każdy odcinek opowiada o innej bohaterce oraz drogę, jaką przechodzi, aby odkryć swą prawdziwą zmysłowość i czerpać z niej siłę.

## Spis odcinków
| N/o            | Polski tytuł                     | Angielski tytuł                          |
| -------------- | -------------------------------- | ---------------------------------------- |
|                |                                  |                                          |
| SERIA PIERWSZA |                                  |                                          |
|                |                                  |                                          |
| 01             | Więzienne walentynki             | Valentine's Day in Jail                  |
|                |                                  |                                          |
| 02             | Sześć dni                        | Six Days                                 |
|                |                                  |                                          |
| 03             | Faceci i panienki                | Guys and Dolls                           |
|                |                                  |                                          |
| 04             | Znaczenie chromosomu X           | The Value of X                           |
|                |                                  |                                          |
| 05             | Głos                             | Voice                                    |
|                |                                  |                                          |
| 06             | Skok                             | Leaper                                   |
|                |                                  |                                          |
| 07             | Ścieżka usłana różami            | The Footpath of Pink Roses               |
|                |                                  |                                          |
| 08             | Na cześć pijaństwa i cudzołóstwa | In Praise of Drunkenness and Fornication |
|                |                                  |                                          |
| SERIA DRUGA    |                                  |                                          |
|                |                                  |                                          |
| 09             |                                  | Three                                    |
|                |                                  |                                          |
| 10             | Muza Niny                        | Nina's Muse                              |
|                |                                  |                                          |
| 11             | Odjęło Ci mowę?                  | Cat Got Your Tongue                      |
|                |                                  |                                          |
| 12             |                                  | The Marvellon                            |
|                |                                  |                                          |
| 13             |                                  | Chastity                                 |
|                |                                  |                                          |
| 14             |                                  | Office Management                        |
|                |                                  |                                          |
| 15             |                                  | The Piano Tuner                          |
|                |                                  |                                          |
| 16             |                                  | Aural Sex                                |
|                |                                  |                                          |
| SERIA TRZECIA  |                                  |                                          |
|                |                                  |                                          |
| 17             |                                  | Tango                                    |
|                |                                  |                                          |
| 18             |                                  | Penelope and Her Suitors                 |
|                |                                  |                                          |
| 19             |                                  | Tying Up Gerald                          |
|                |                                  |                                          |
| 20             |                                  | Badness                                  |
|                |                                  |                                          |
| 21             |                                  | Amazon                                   |
|                |                                  |                                          |
| 22             |                                  | The Arrangement                          |
|                |                                  |                                          |
| 23             |                                  | Les Petits Mots                          |
|                |                                  |                                          |
| 24             |                                  | Steph's Life                             |
|                |                                  |                                          |